# Murgisa
Murgisa là một chi bướm đêm thuộc họ Erebidae.